# Orfelinat

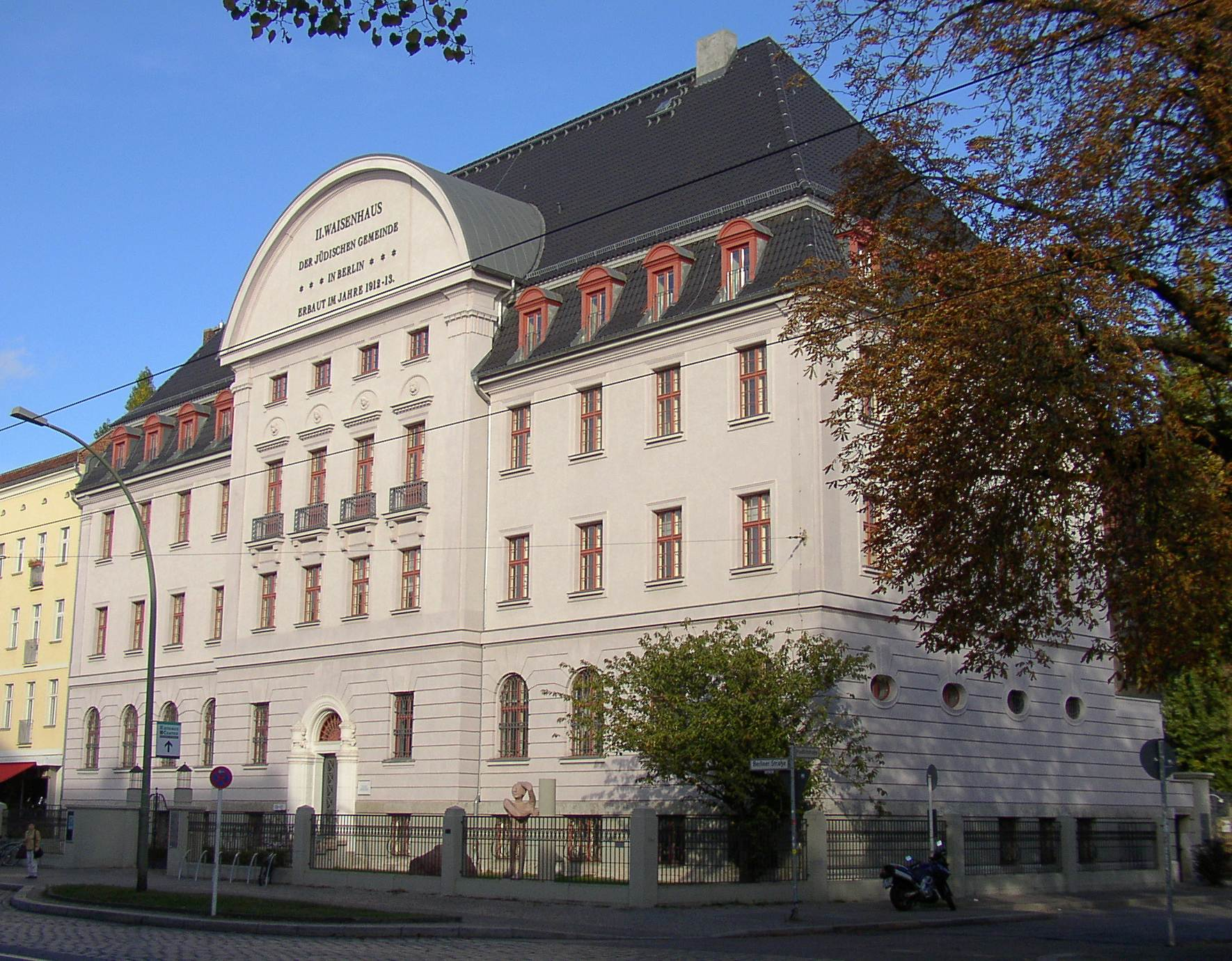
Fost orfelinat evreiesc din [https://en.wikipedia.org/wiki/Pankow_(locality) Berlin-Pankow

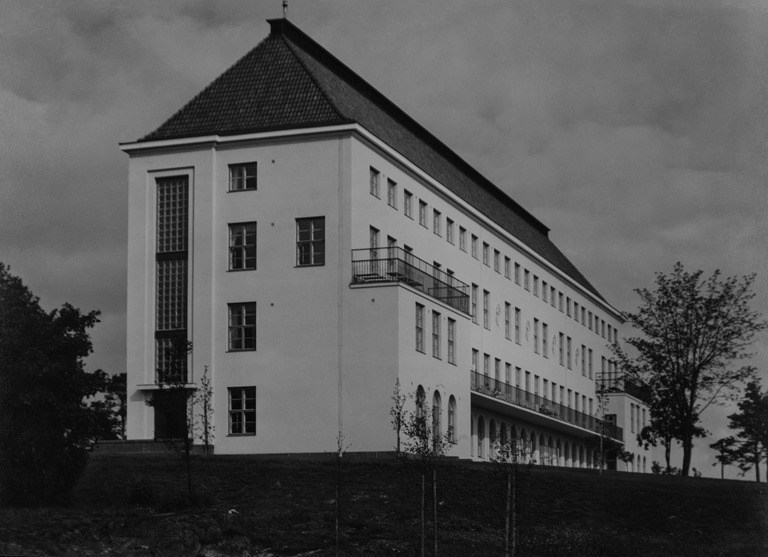
Orfelinatul Sofianlehto din 1930 din Helsinki, Finlanda

Un orfelinat este o unitate de primire publică sau privată în care copiii orfani și minorii fără familii sunt primiți și educați.
În Statele Unite, Canada, Regatul Unit utilizarea orfelinatelor administrate de guvern a fost eliminată treptat, iar în statele membre ale Uniunii Europene în a doua jumătate a secolului al XX-lea, dar continuă să funcționeze în multe alte regiuni la nivel internațional. În timp ce termenul „orfelinat” nu mai este folosit în mod obișnuit în Statele Unite, aproape fiecare stat din SUA continuă să opereze case de grup rezidențiale pentru copiii care au nevoie de un loc sigur în care să trăiască și în care să fie sprijiniți în activitățile lor educaționale și de abilități de viață. 

## Despre orfelinat
Case precum Milton Hershey School din Pennsylvania, Mooseheart din Illinois și Crossnore School and Children's Home din Carolina de Nord continuă să ofere îngrijire și sprijin copiilor aflați în nevoie. În timp ce un loc precum Școala Milton Hershey găzduiește aproape 2.000 de copii, fiecare copil trăiește într-un mediu de familie de grup mic, cu „părinți de casă” care trăiesc adesea mulți ani în acea casă. Copiii care cresc în aceste case rezidențiale au rate mai mari de absolvire a liceului și a facultății decât cei care petrec un număr echivalent de ani în sistemul de asistență maternală din SUA, în care doar 44 până la 66% dintre copii absolvă liceu.
Cercetările din cadrul Proiectului de intervenție timpurie din București(BEIP) sunt adesea citate ca demonstrând că instituțiile rezidențiale au un impact negativ asupra bunăstării copiilor. BEIP a selectat orfelinate din București, România, care cresc copii abandonați în medii defavorizate social și emoțional pentru a studia schimbările în dezvoltarea sugarilor și copiilor după ce au fost plasați în familii de plasament special instruite în comunitatea locală. Acest studiu puternic a demonstrat că lipsa de atenție iubitoare oferită copiilor de către părinți sau îngrijitorii lor este esențială pentru dezvoltarea umană optimă, în special a creierului; alimentația adecvată nu este suficientă. Cercetările ulterioare ale copiilor care au fost adoptați din instituții din țările Europei de Est în SUA au demonstrat că pentru fiecare 3,5 luni petrecute în instituție, ei au rămas în urmă cu o lună în urmă față de colegii lor. 
La nivel mondial, instituțiile rezidențiale precum orfelinatele pot fi adesea dăunătoare dezvoltării psihologice a copiilor afectați. În țările în care orfelinatele nu mai sunt utilizate, îngrijirea pe termen lung a copiilor neprotejați de către stat a fost trecută la un mediu normal, cu accent pe replicarea unei case de familie. Multe dintre aceste țări, cum ar fi Statele Unite, utilizează un sistem de burse monetare plătite părinților adoptivi pentru a stimula și subvenționa îngrijirea secțiilor de stat în casele private. Trebuie făcută o distincție între plasament și adopție, întrucât adopția ar scoate copilul din grija statului și ar transfera responsabilitatea legală pentru îngrijirea copilului respectiv părintelui adoptiv în mod complet și irevocabil.
Majoritatea copiilor care trăiesc în orfelinate nu sunt orfani; patru din cinci copii din orfelinate au cel puțin un părinte în viață și majoritatea au o familie extinsă. Țările în curs de dezvoltare și guvernele lor se bazează pe îngrijirea rudeniei pentru a ajuta în criza orfanilor, deoarece este mai ieftin să ajuți financiar familiile extinse să primească un copil orfan decât să-i instituționalizezi. În plus, națiunile în curs de dezvoltare sunt lipsite de bunăstarea copiilor și de bunăstarea lor din cauza lipsei de resurse.
Câteva organizații caritabile internaționale mari continuă să finanțeze orfelinate, dar cele mai multe sunt încă în mod obișnuit fondate de organizații caritabile mai mici și grupuri religioase. În special în țările în curs de dezvoltare , orfelinatele pot pradă familiile vulnerabile cu risc de destrămare și pot recruta în mod activ copii pentru a asigura o finanțare continuă. Orfelinatele din țările în curs de dezvoltare sunt rareori conduse de stat.
Instituțiile rezidențiale de astăzi pentru copii, descrise și ca îngrijire includ case de grup, comunități rezidențiale de îngrijire a copiilor, case de copii, refugii, centre de reabilitare, adăposturi de noapte și centre de tratament pentru tineri.

## Istoric
Romanii și-au format primele orfelinate în jurul anului 400 d.Hr. Legea iudaică prevedea îngrijirea văduvei și a orfanului, iar legea ateniană a sprijinit toți orfanii celor uciși în serviciul militar până la vârsta de optsprezece ani. Platon (Legile, 927) spune: „Orfanii ar trebui să fie puși în grija tutorilor publici. Bărbații ar trebui să se teamă de singurătatea orfanilor și de sufletele părinților lor plecați. Omul ar trebui să iubească orfanul nefericit de care este. tutore ca și cum ar fi propriul său copil. Ar trebui să fie la fel de atent și la fel de sârguincios în gestionarea proprietății orfanului ca și a lui sau chiar mai atent încă." . Îngrijirea orfanilor era încredințată episcopilor și în timpul Evul Mediu, la mănăstiri. De îndată ce erau suficient de mari, copiii erau adesea dați ca ucenici gospodăriilor pentru a le asigura sprijinul și pentru a învăța o meserie.
În Europa medievală, grija pentru orfani avea tendința de a locui la Biserică. Legile elisabetane pentru săraci au fost promulgate în timpul Reformei și au pus responsabilitatea publică asupra parohiilor individuale de a avea grijă de cei săraci.

### Spitale pentru copii

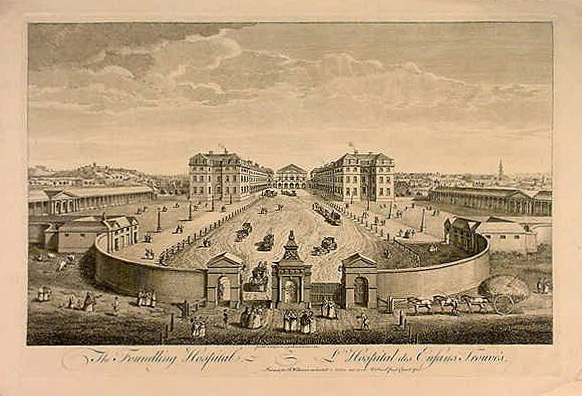
Spitalul pentru copiii găsiți. Clădirea a fost demolată.

Creșterea filantropiei sentimentale în secolul al XVIII-lea a dus la înființarea primelor instituții caritabile care să protejeze orfani.Spitalul pentru copii găsiți (Spitalul Foundling din Anglia) a fost fondat în 1741 de către filantropic căpitanul mare Thomas Coram din Londra, Anglia, ca o casă de copii pentru „educația și întreținerea copiilor mici expuși.“ Primii copii au fost admiși într-o casă temporară situată în Hatton Garden. La început, nu s-au pus întrebări despre copil sau părinte, dar părintele a pus fiecărui copil câte un simbol distinctiv.
La primire, copiii erau trimiși la asistentele din mediul rural, unde stăteau până la vârsta de aproximativ patru-cinci ani. La șaisprezece ani, fetele erau în general ucenice ca servitoare timp de patru ani; la paisprezece ani, băieții erau ucenici într-o varietate de ocupații, de obicei timp de șapte ani. Exista un mic fond binevoitor pentru adulți.
În 1756, Camera Comunelor a hotărât că toți copiii oferiți trebui să fie primiți, că locurile locale de primire trebui să fie numite în toată țara și că fondurile trebui să fie garantate public. Parlamentul a ajuns curând la concluzia că admiterea fără discernământ trebui să fie întreruptă. Spitalul a adoptat un sistem de primire a copiilor doar cu sume considerabile. Această practică a fost în cele din urmă oprită în 1801 și de acum înainte a devenit o regulă fundamentală că nu trebuia să se primească bani.
Primul orfelinat din Europa a fost înființat la Napoli la 29 mai 1343, la ordinul reginei Sancia d'Aragona și al episcopului Giovanni Orsini.
secolul al XIX-lea

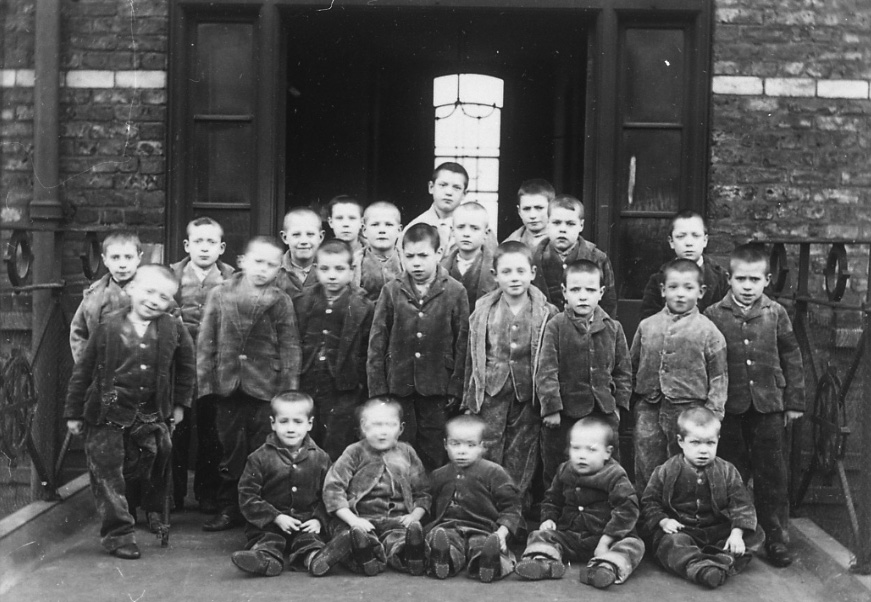
Un grup de orfani la Crumpsall Workhouse în secolul al XIX-lea

La începutul secolului al XIX-lea, problema copiilor abandonați din zonele urbane, în special din Londra, a început să atingă proporții alarmante. Sistemul caselor de corecții, instituit în 1834, deși adesea brutal, a fost o încercare la acea vreme de a găzdui orfani, precum și alte persoane vulnerabile din societate care nu se puteau întreține în schimbul muncii. Condițiile, în special pentru femei și copii, au fost necorespunzătoare încât au provocat un strigăt în rândul clasei de mijloc orientate spre reformă socială; unele dintre cele mai faimoase romane ale lui Charles Dickens, inclusiv Oliver Twist, au evidențiat situația dificilă a celor vulnerabili și condițiile adesea abuzive care predominau în orfelinatele din Londra.
Voința de schimbare a dus la nașterea mișcării orfelinatelor. În Anglia, mișcarea a declanșat cu adevărat la mijlocul secolului al XIX-lea, deși orfelinate, cum ar fi Orphan Working Home în 1758 și Azilul Bristol pentru fete orfane sărace în 1795, fuseseră înființate mai devreme. Orfelinatele private au fost fondate de binefăcători privați; aceștia au primit adesea patronaj regal și supraveghere guvernamentală. Școlile zdrențuite, fondate de John Pounds și Lordul Shaftesbury au fost, de asemenea, înființate pentru a oferi copiilor săraci educație de bază.
De la începutul secolului al XIX-lea s-au înființat și orfelinate în  Statele Unite; de exemplu, în 1806, primul orfelinat privat din New York(Orphan Asylum Society, acum Graham Windham) a fost co-fondat de Elizabeth Schuyler Hamilton, văduva lui Alexander Hamilton , unul dintre părinții fondatori ai Statelor Unite. Sub influența lui Charles Loring Brace, asistența maternală a devenit o alternativă populară de la mijlocul secolului al XIX-lea. Mai târziu, Legea privind securitatea socială din 1935 a îmbunătățit condițiile prin autorizarea ajutorului pentru familiile cu copii aflați în întreținere ca formă de securitate socială.

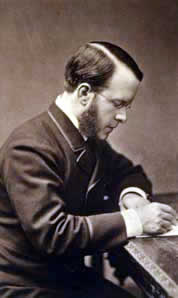
Thomas John Barnardo, fondatorul Casei Barnardos pentru copii orfani.

Un filantrop foarte influent al epocii a fost Thomas John Barnardo, fondatorul organizației de caritate Barnardos. Devenind conștient de numărul mare de copii fără adăpost și săraci  în derivă în orașele Angliei și încurajat de cel de- al 7-lea conte de Shaftesbury și de primul conte de Cairns, a deschis primul dintre „Căminele Dr. Barnardo” în 1870. Prin moartea sa în 1905, el a înființat 112 case de district, care au căutat și au primit rătăciți și vagabonzi, pentru a hrăni, a îmbrăca și educație. Sistemul în care s-a desfășurat instituția este larg după cum urmează: sugarii și fetele și băieții mai tineri au fost în principal „închiși” în raioanele rurale; fetele de peste paisprezece ani erau trimise la căminele industriale, pentru a fi predate meserii utile casnice; băieții cu vârsta peste șaptesprezece ani au fost mai întâi testați în casele de corecție și apoi angajați acasă, trimiși pe mare sau au emigrat; băieți cu vârsta cuprinsă între treisprezece și șaptesprezece ani au fost instruiți pentru diferitele meserii pentru care ar putea fi apți psihic sau fizic. 

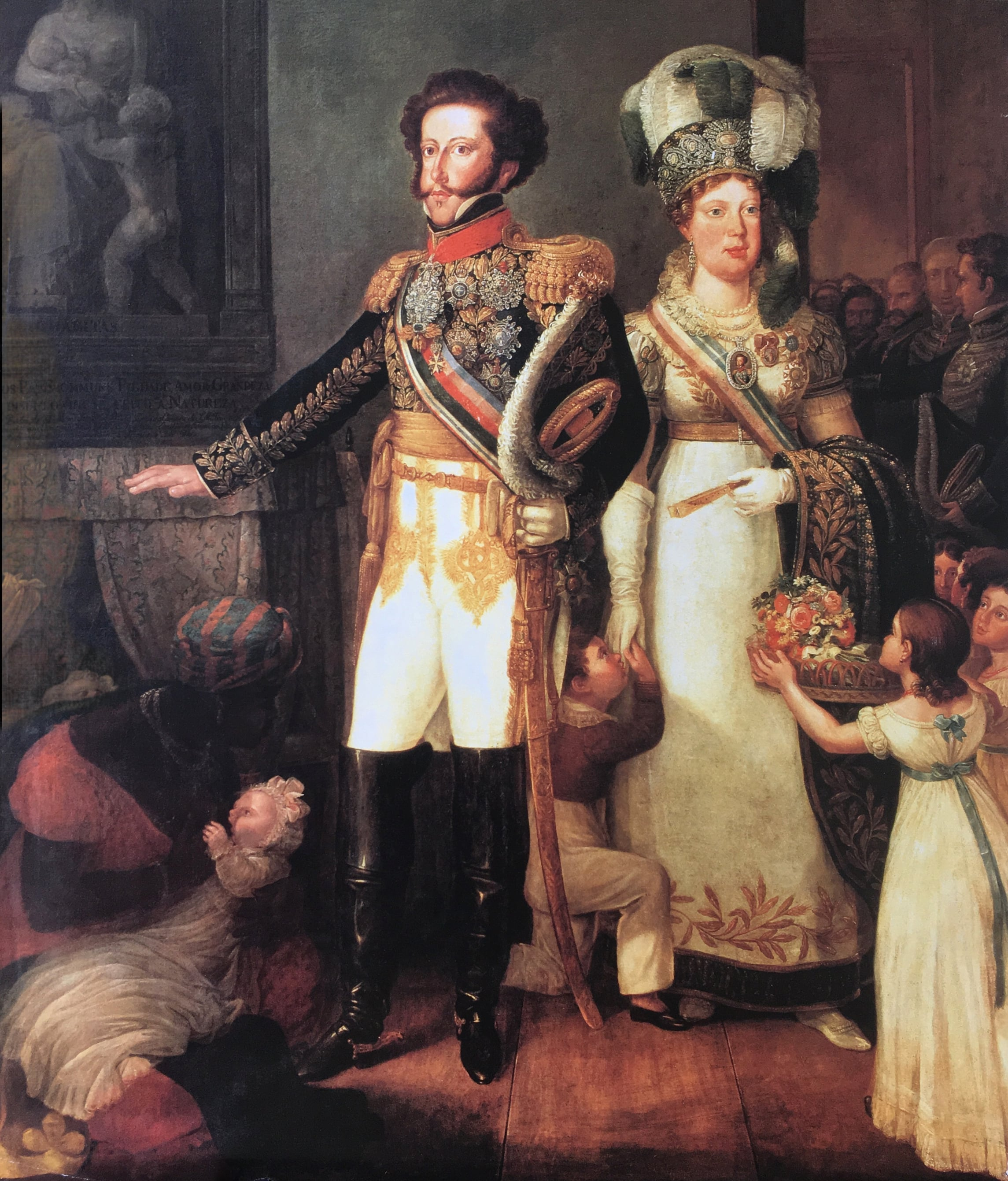
Împăratul Pedro I al Braziliei și soția sa Maria Leopoldina vizitând orfelinatul „Casa dos Expostos” din Rio de Janeiro, 1826.

## Dezinstituționalizarea
Dovezile dintr-o varietate de studii susțin importanța vitală a securității atașamentului și a dezvoltării ulterioare a copiilor. Programul de dezinstituționalizare a orfelinatelor și a caselor de copii din Statele Unite a început în anii 1950, după o serie de scandaluri care au implicat constrângerea părinților nașteri și abuzul asupra orfanilor (în special la Societatea Casei pentru Copii din Tennessee). În România, un decret s-a stabilit că a promovat în mod agresiv creșterea populației, interzicând contracepția și avorturile pentru femeile cu mai puțin de patru copii, în ciuda sărăciei jalnice a majorității familiilor. Multe țări au acceptat necesitatea dezinstituționalizării îngrijirii copiilor vulnerabili, adică închiderea orfelinatelor în favoarea asistenței maternale și a adopției accelerate.

## La nivel mondial

### Europa
Orfelinatele și instituțiile care rămân în Europa tind să fie în Europa de Est și sunt în general finanțate de stat.
Albania
Există aproximativ 10 mici orfelinate în Albania; fiecare având doar 12-40 de copii care locuiesc acolo
Bosnia și Herțegovina
SOS Satele Copiilor sprijină 240 de copii orfani. 
Moldova
Peste 8800 de copii sunt crescuți în instituții de stat, dar doar trei la sută dintre ei sunt orfani.
România
Sistemul românesc de protecție a copilului este în proces de revizuire și a redus numărul de copii în orfelinate
Potrivit baronesei Emma Nicholson, în unele județe România are acum „o politică complet nouă, de clasă mondială, de ultimă generație, de dezvoltare a sănătății copilului”. Orfelinatele Dickensiene rămân în România,, dar România caută să înlocuiască instituțiile cu servicii de îngrijire a familiei, deoarece copiii nevoiași vor fi protejați de servicii sociale. Începând cu 2018, erau 17.718 copii în centre rezidențiale în stil vechi, o scădere semnificativă de la aproximativ 100.000 în 1990..
Rusia
În 2021, s-a înregistrat că existau 406.138 de orfani care trăiau în case de orfani și familii în Rusia. UNICEF estimează că 95% dintre acești copii sunt „orfani sociali”, adică au cel puțin un părinte în viață care i-a predat statului. În 2011, autoritățile ruse au înregistrat 88.522 de copii care au devenit orfani în acel an (în scădere de la 114.715 în 2009).
Există câteva pagini web pentru orfelinatele rusești în limba engleză. „Dintr-un total de peste 600.000 de copii clasificați ca fiind „fără îngrijire părintească” (majoritatea dintre ei locuiesc cu alte rude și asistenți maternali), până la o treime locuiesc în instituții” .
În 2011, în Rusia existau 1344 de instituții pentru orfani inclusiv 1094 de orfelinate („case de copii”)  și 207 de orfelinate speciale („corective”) pentru copiii cu probleme grave de sănătate.

## Critică
Majoritatea copiilor care trăiesc în instituții din întreaga lume au un părinte supraviețuitor sau o rudă apropiată, iar cei mai frecvent au intrat în orfelinate din cauza sărăciei. Se speculează că orfelinatele sunt în creștere și fac copii să se alăture, chiar dacă datele demografice arată că cele mai sărace familii extinse primesc de obicei copii ai căror părinți au murit. Experții și susținătorii copiilor susțin că orfelinatele cheltuie mulți bani și deseori dăunează dezvoltării copiilor, separându-i de familiile lor și că ar fi mai eficient și mai ieftin ca rudele apropiate care doresc să ajute să crească orfani. 

## Orfelinat în artă
- Orfelinatul este un film spaniol al lui Juan Antonio Bayona, lansat în 2008 .
- Oliver Twist este un film englezesc al lui Roman Polanski lansat în 2006

## Listă orfelinate
Franța și Marea Britanie
- Castelul Chabannes satul Chabannes, Franța
- Orfelinatul Reedham a fost înființat în 1844 în Richmond, Londra,
- Școala lui Reed, este în Cobham, Surrey, Anglia. În prezent, există aproximativ 700 de elevi de zi, fondată în 1813, de Andrew Reed[43]
- Societatea Copiilor fondată în 1982, în zona East Dulwich, Londra[44]

Italia
În trecut, în toate marile orașe italiene existau orfelinate mici și mari. Printre acestea, cele mai importante și vechi sunt:
- Casei Regale a Bunei vestiri din Napoli (1343);
- Spitalul Pio din Pietà (1346) la Veneția;
- Spitalul Inocenților(1445) în Florența;
- Martinitt(1532) și Stelline din Milan;
- Ospiciu Tata Giovanni (1784), Roma;
- Biserica și mănăstirea Santa Marta 1816) din Siena;
- Orfelinatul Magnolfi(1834), la Prato.

Ierusalim
- Orfelinat sirian Ierusalim

Germania și Austria
- După o foamete devastatoare, filantropii au fondat Orfelinatul din Lübeck în 1546 [45][46].
- Orfelinatul din München] a fost fondat în 1625 ca un orfelinat comunitate și ulterior a devenit fundație orfelinat în anul 1809. Astăzi există o unitate modernă de asistență pentru copii și tineri cu aproximativ 122 de locuri.
- Orfelinatul din Frankfurt pe Main a fost înființat ca fundație în 1679[47];
- Orfelinatul Francke a fost fondat ca Foundations Francke din Halle (Saale) în 1698 și construit în 1700. În Fundațiile Francke din 1698, orfelinatul era doar un departament în Halle. Astăzi există un singur centru de zi cu aproximativ 150 de copii cu vârste cuprinse între 6 și 14 ani, care sunt îngrijiți de un total de nouă profesori. Există, de asemenea, patru școli, un Institut German pentru Tineret, Universitatea Martin Luther și Fundația Culturală Federală;

- Marele Orfelinatul Militar a fost stabilit ca o fundație în Potsdam în 1724 de către regele Friedrich Wilhelm I al Prusiei[48]. Marele Orfelinat Militar a fost abandonat timp de 40 de ani în casă de copii din 1952. Astăzi este o instituție de învățământ pentru tinerii defavorizați din regiunile Brandenburg[49].

- În Viena districtul Landstrasse, orfelinatului pe Rennweg a fost cazarmă de artilerie KK între Rennweg și Landstrasse Hauptstrasse. Romano-catolicul este situat acolo.Biserica Parohială Nașterea Mariei a fost biserica orfelinatului și este asociată cu târgul orfelinat al lui Mozart.

## Organizații caritabile importante care ajută orfanii
Înainte de înființarea îngrijirii de stat pentru orfani în țările din Prima Lume, au existat organizații de caritate private pentru a avea grijă de orfanii săraci, de-a lungul timpului alte organizații de caritate au găsit alte modalități de a îngriji copiii
- Fundația Orphaned Starfish[50]  este o organizație non-profit cu sediul în New York City, care se concentrează pe dezvoltarea școlilor profesionale pentru orfani , victime ale abuzului și tineri expuși riscului. Deține cincizeci de centre în douăzeci și cinci de țări, deservind peste 10.000 de copii din întreaga lume.
- Lumos lucrează pentru a înlocui instituțiile cu servicii comunitare care oferă copiilor acces la sănătate, educație și îngrijire socială adaptate nevoilor lor individuale;
- Hope and Homes for Children colaborează cu guvernele pentru a-și dezinstituționaliza sistemele de îngrijire a copiilor.
- SOS Satele Copiilor  este cea mai mare organizație non-guvernamentală, non-confesională de asistență a copilului din lume, care oferă case familiale iubitoare pentru copiii orfani și abandonați;.
- Casele Dr. Barnardo sunt acum pur și simplu ale lui Barnardo, după ce și-au închis ultimul orfelinat în 1989.
- Joint Council on International Children's Services este o organizație nonprofit de susținere a copiilor cu sediul în Alexandria, Virginia. Este cea mai mare asociație de agenții internaționale de adopție din America și, pe lângă faptul că lucrează în 51 de țări, pledează pentru practicile etice în agențiile americane de adopție.
- OAfrica, anterior OrphanAid Africa, lucrează în Ghana din 2002, pentru a scoate copiii din orfelinate și în familii, în parteneriat cu guvernul și ca singurul partener privat de implementare a Planului național de acțiune[51].